# Ruptura de menisc
Una ruptura de menisc o esquinçament de menisc és una ruptura d'una o més de les tires de fibrocartílag d'un dels dos meniscs del genoll. El menisc es pot esquinçar durant activitats innòcues com caminar o per la força traumàtica que es fa amb els esports o altres formes d'esforç físic. L'acció traumàtica és més sovint un moviment de gir al genoll mentre la cama està doblegada. En adults majors, el menisc es pot danyar després d'un desgast prolongat. Especialment les lesions agudes (normalment en pacients més joves i més actius) poden provocar esquinçaments (amb desplaçament del fragment esquinçat) que poden causar símptomes mecànics com ara fer clic, o bloquejar l'articulació durant el moviment. Es presentarà dolor de genoll quan s'utilitza, però quan no hi ha càrrega, el dolor desapareix.
Es pot produir una ruptura del menisc com a part de la tríada desgraciada, juntament amb un esquinçament del lligament encreuat anterior i del lligament lateral intern del genoll.

a) Menisc normal. Ruptures de menisc: b) longitudinal, c) obliqua i d) radial. e) Degeneració meniscal.